# Femme nue couchée (Renoir)
Femme nue couchée est un tableau d'Auguste Renoir réalisé vers 1906-1907, pendant sa période nacrée. Il est conservé au musée de l'Orangerie à  Paris.

## Histoire
Peint pendant la première décennie du XXe siècle, le tableau se rattache à la période dite nacrée de l'artiste.
Renoir conserva cette œuvre dans son atelier jusqu'à sa mort une dizaine d'années plus tard, c'est pourquoi Il est difficile de le dater précisément. D'autres nus allongés, avec des positions légèrement différentes, ont été peints par l'artiste entre 1902 et 1907 : 
- Nu couché (La Boulangère), 1902 ;
- Nu allongé, 1902-1903 ;
- Baigneuse allongée, 1906 ;
- Grand nu (nu sur les coussins), 1907...

Renoir a fait appel à plusieurs modèles dont ici Gabrielle Renard qui était la nourrice de son fils Jean et deviendra la muse du peintre. 
Le tableau Femme nue couchée a été exposé pour la première fois en 1927, à la galerie Bernheim-Jeune à Paris. Acquis par l'État en 1960, il est aujourd'hui au Musée de l'Orangerie.

## Description
Ce nu allongé, figure parmi les œuvres les plus sensuelles de Renoir. Sur un fond neutre, qui contraste avec l'impression de mollesse qui se dégage de la forme et de la position des coussins, Renoir a placé une jeune femme nue, allongée sur un drap blanc, le corps sur le côté gauche, la tête retenue par la main.
On connaît de nombreuses toiles de Renoir représentant des femmes nues dans la nature en harmonie avec le paysage environnant. Il est plus rare de le voir peindre le nu en intérieur à la manière de Goya ou de Manet.

## Galerie

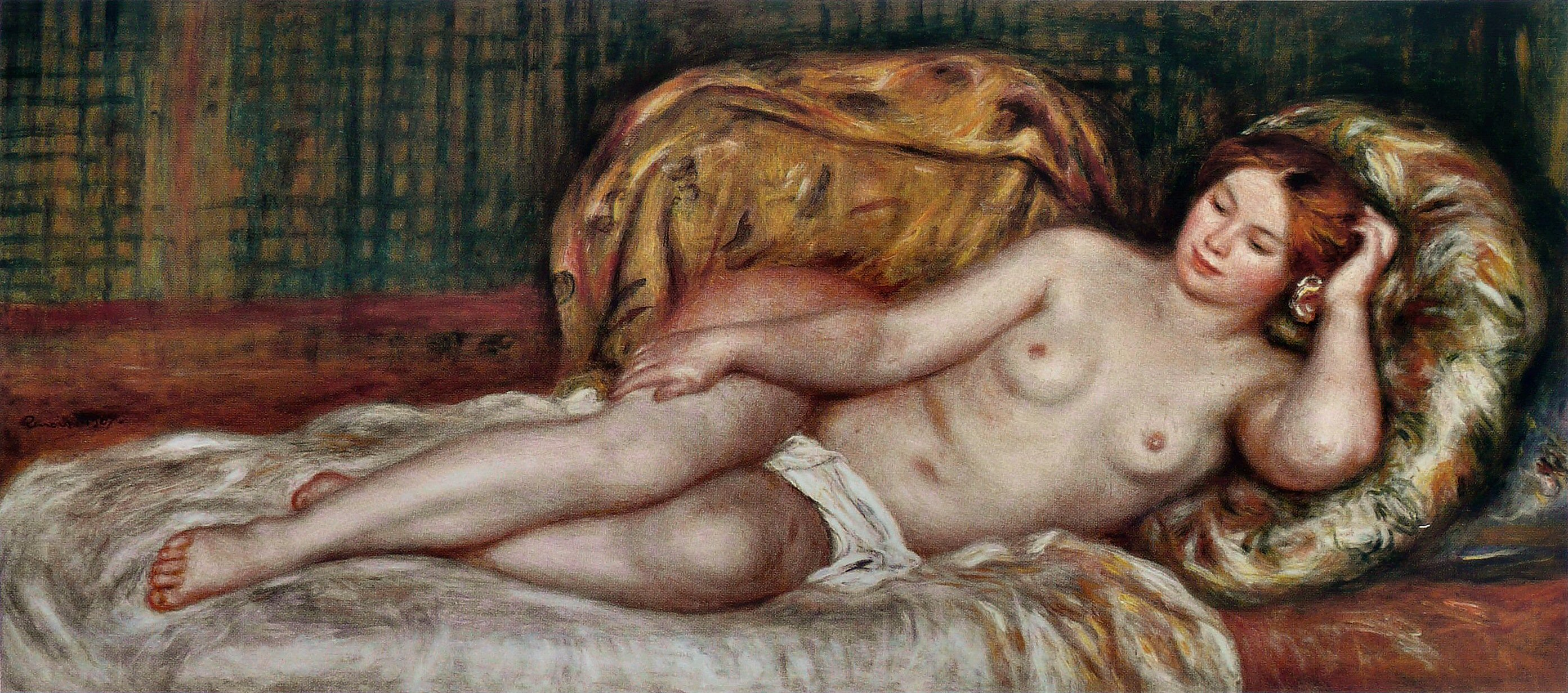
Grand nu (nu sur les coussins), 1907, Musée d'Orsay.
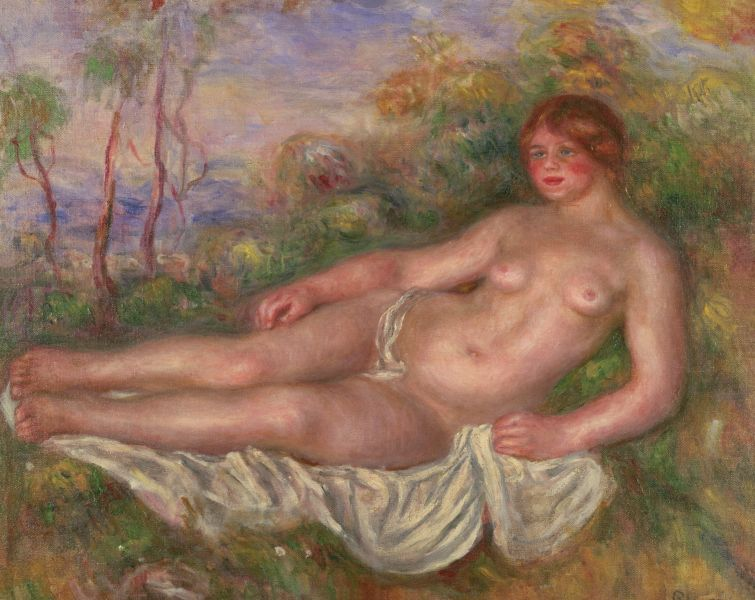
Baigneuse allongée, 1906, Musée national de l'Art occidental (Tokyo).
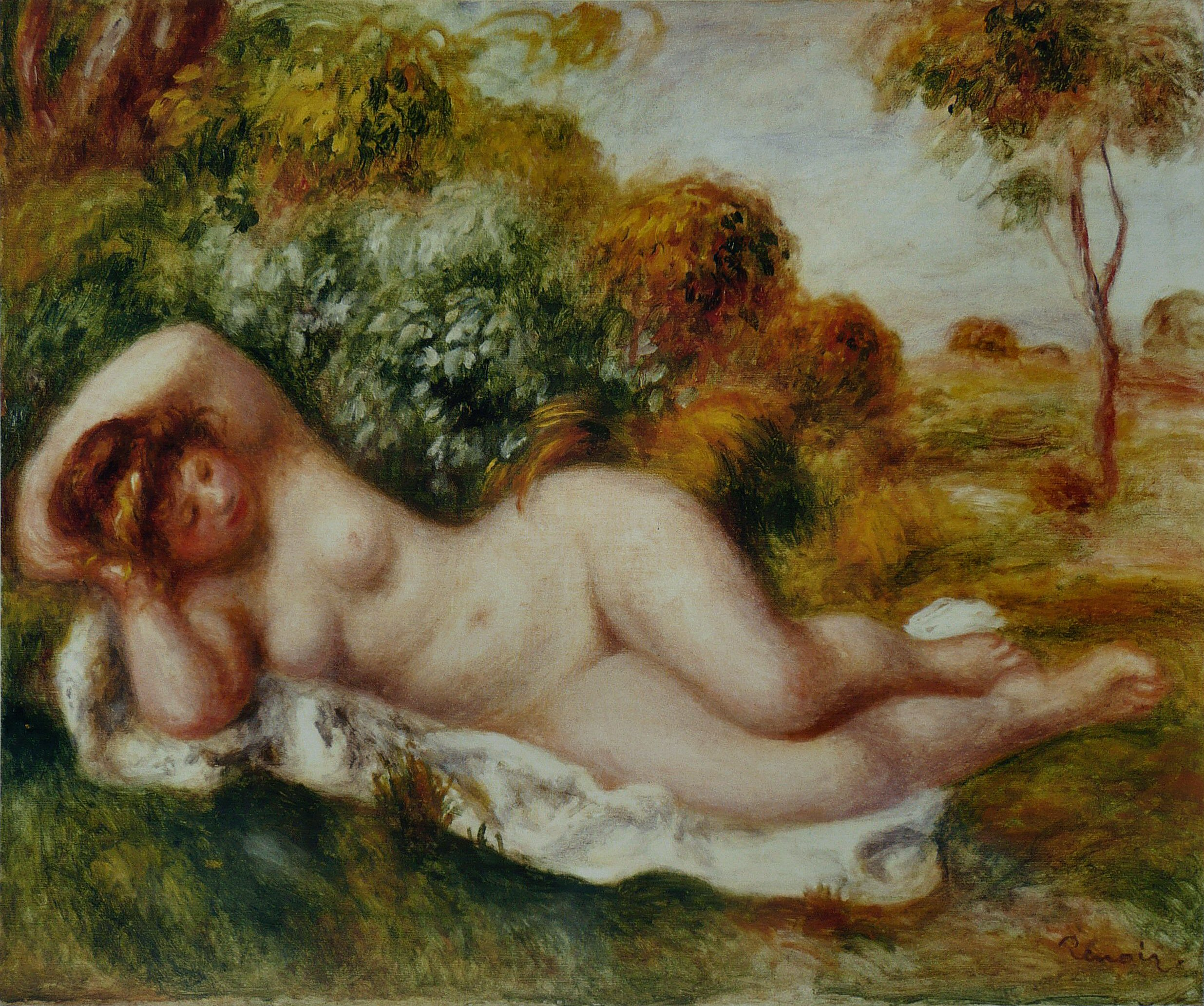
Nu couché (La Boulangère), 1902, collection particulière.
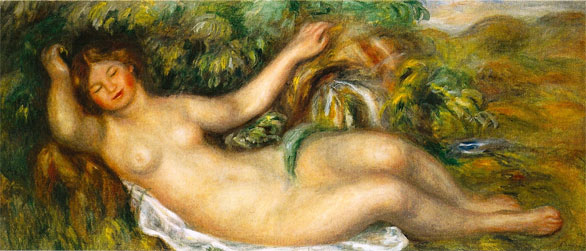
Nu allongé, 1902-1903, collection particulière.